# Jan Brueghel den yngre
Jan Brueghel den yngre, född 13 september 1601 i Antwerpen, död där 1 september 1678, var en flamländsk målare. Han var son till Jan Brueghel den äldre samt far till Jan Pieter Brueghel och Abraham Brueghel.
Bruegel målade ofta sina emaljliknande blomsterstudier och landskap på koppar. Han imiterade faderns målningar, dock med en viss modernare anstrykning. Brueghel är representerad vid bland annat Nationalmuseum i Stockholm.

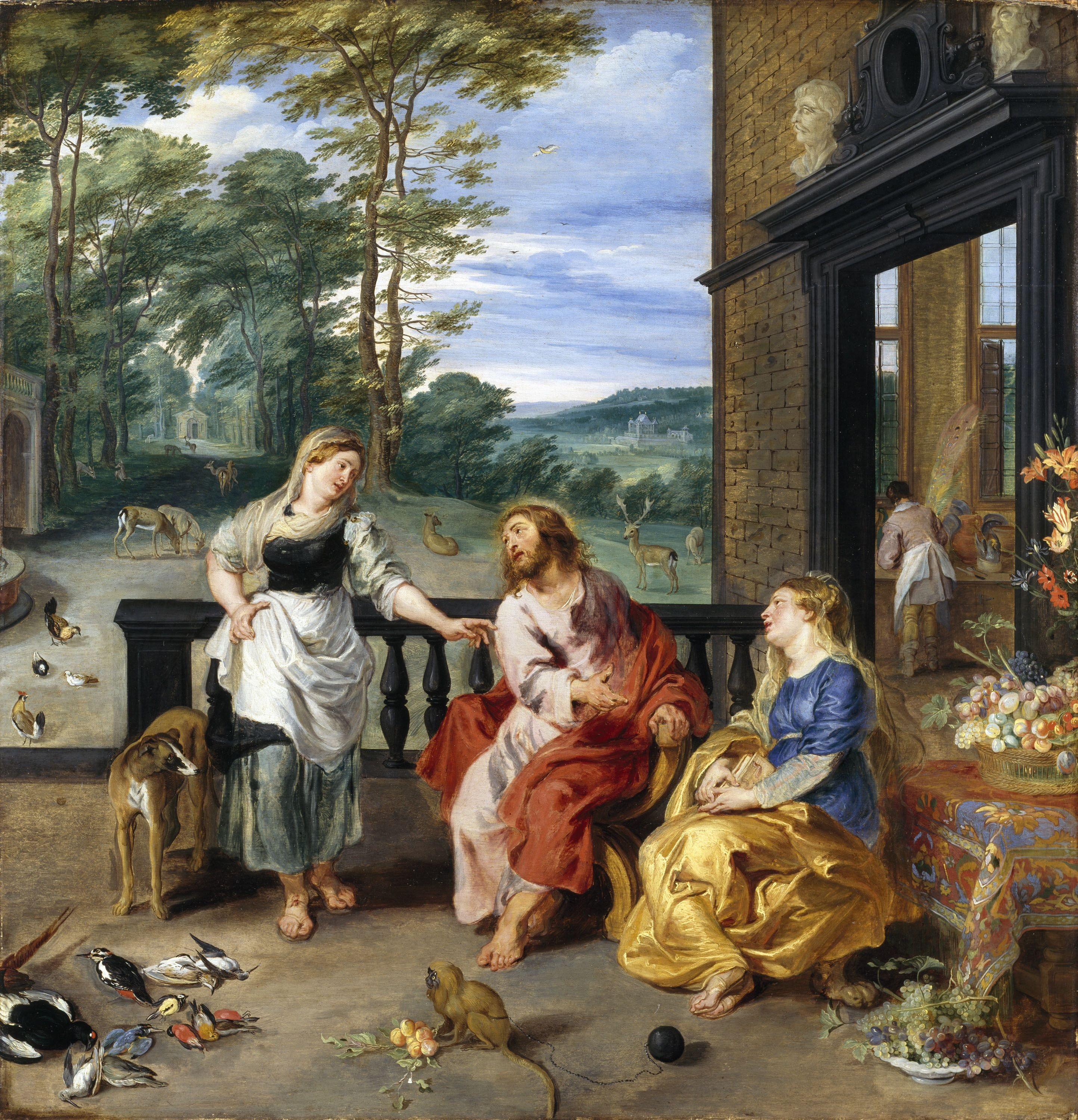
Kristus i Martas och Marias hus av Jan Brueghel den yngre och Rubens.